# Jerzy Lipiński
Jerzy Lipiński (ur. 1 listopada 1908 w Warszawie, zm. 13 września 2000 tamże) – polski kolarz szosowy i przełajowy, zwycięzca Tour de Pologne (1933). Mistrz Polski w kolarstwie przełajowym (1935).

## Kariera sportowa
Był zawodnikiem warszawskich klubów AKS, Skoda i Okęcie. Jego największym sukcesem w karierze było zwycięstwo w Tour de Pologne w 1933. W 1935 został przełajowym mistrzem Polski, a w 1930, 1934 i 1937 wywalczył przełajowe wicemistrzostwo Polski. W 1935 zajął też 3. miejsce w Wyścigu dookoła Rumunii. Był w szerokiej (15-osobowej) grupie kandydatów do startu w polskich barwach na Igrzyskach Olimpijskich w Berlinie (1936). 3 maja 1945 wygrał pierwszy wyścig szosowy zorganizowany po II wojnie światowej w Warszawie.